# Sherlock Holmes und Dr. Watson (Moskau)

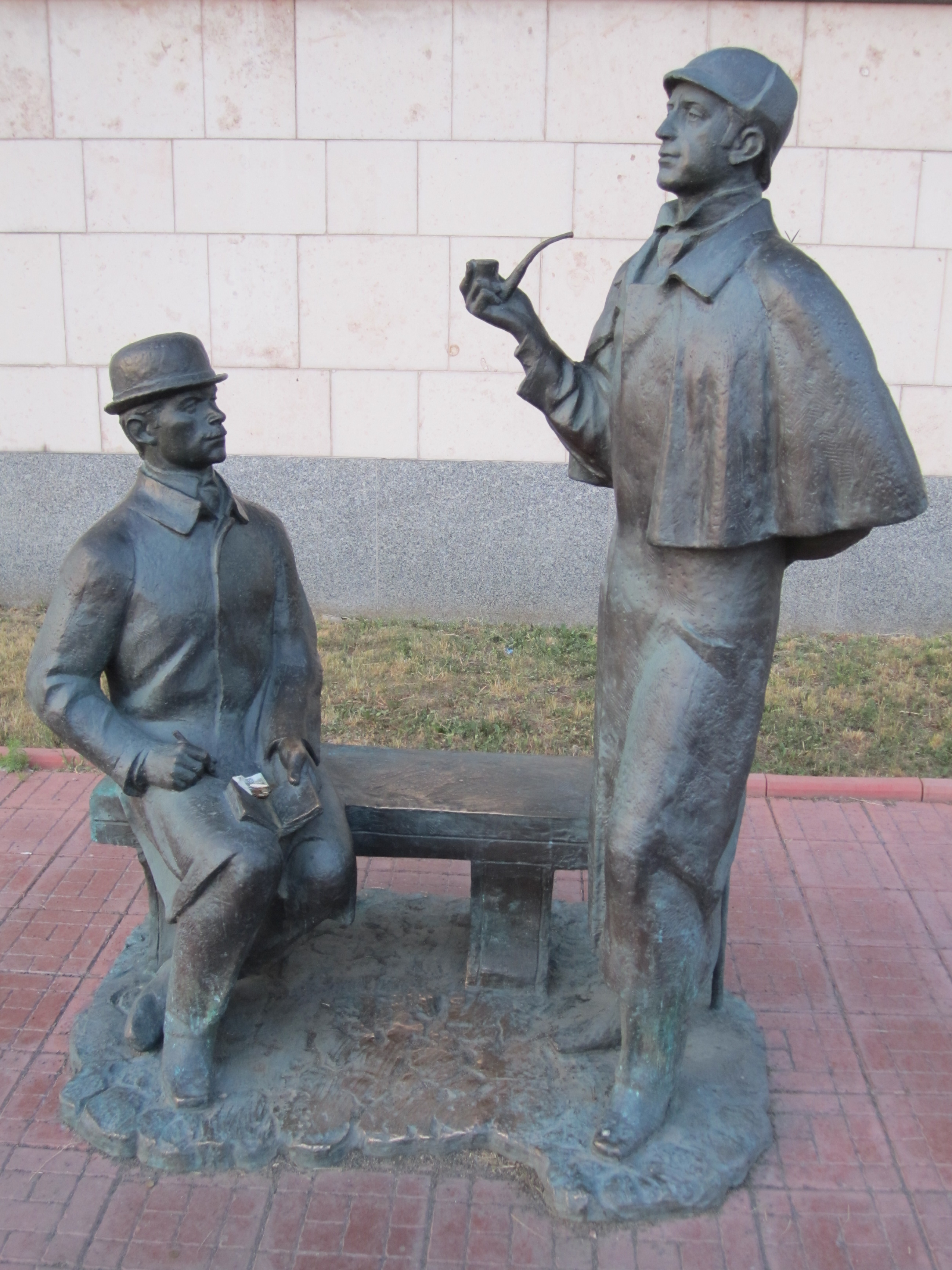
Die Statue in Moskau

Das Denkmal Sherlock Holmes und Dr. Watson in der russischen Hauptstadt Moskau ist eine lebensgroße Bronzeplastik. Sie befindet sich an der Uferstraße Smolenskaja nabereschnaja nahe der Botschaft des Vereinigten Königreichs in Moskau und wurde 1997 von dem Bildhauer Andrei Orlov (* 1946) geschaffen. Die Plastik lehnt sich an die Adaption Sherlock Holmes und Dr. Watson mit Wassili Liwanow aus dem Jahr 1979 an.